# ジョルディ・トリアス
ジョルディ・トリアス・フェリウ（Jordi Trias Feliu、1980年11月5日 - ）は、スペイン・カタルーニャ州ジローナ県ジローナ出身のプロバスケットボール選手。

## 来歴
地元CBジローナのユースでプレー後、カタルーニャリーグでプロデビュー。その後、LEB（2部）のCBムルシア、CBジローナを経てFCバルセロナに移籍。2006-07シーズンのコパ・デル・レイでは最優秀選手に選ばれた。
2010年にはホベントゥート・バダローナに移籍。2013年にはアンドラ公国に拠点を置くもののリーガACBに所属しているBCアンドラに移籍。2015年にはバレンシアBCに移籍。2016年にはFCバルセロナBに移籍。2017年にはバスケット・マンレサに移籍。

## 所属チーム
- 1998-2001  ADEPAFフィゲーラス
- 2001-2002  CBムルシア
- 2002-2004  CBジローナ
- 2004  FCバルセロナ
- 2005  CBジローナ
- 2005-2010  FCバルセロナ
- 2010-2013  ホベントゥート・バダローナ
- 2013-2015  BCアンドラ
- 2015-2016  バレンシアBC
- 2016-2017  FCバルセロナB
- 2017-  バスケット・マンレサ

## タイトル
- コパ・デル・レイ最優秀選手 : 2006-07
- カタルーニャリーグ : 2004-05
- スーペルコパ・デ・エスパーニャ : 2004-05